# Congrès d'Angostura
Pour les articles homonymes, voir Angostura.

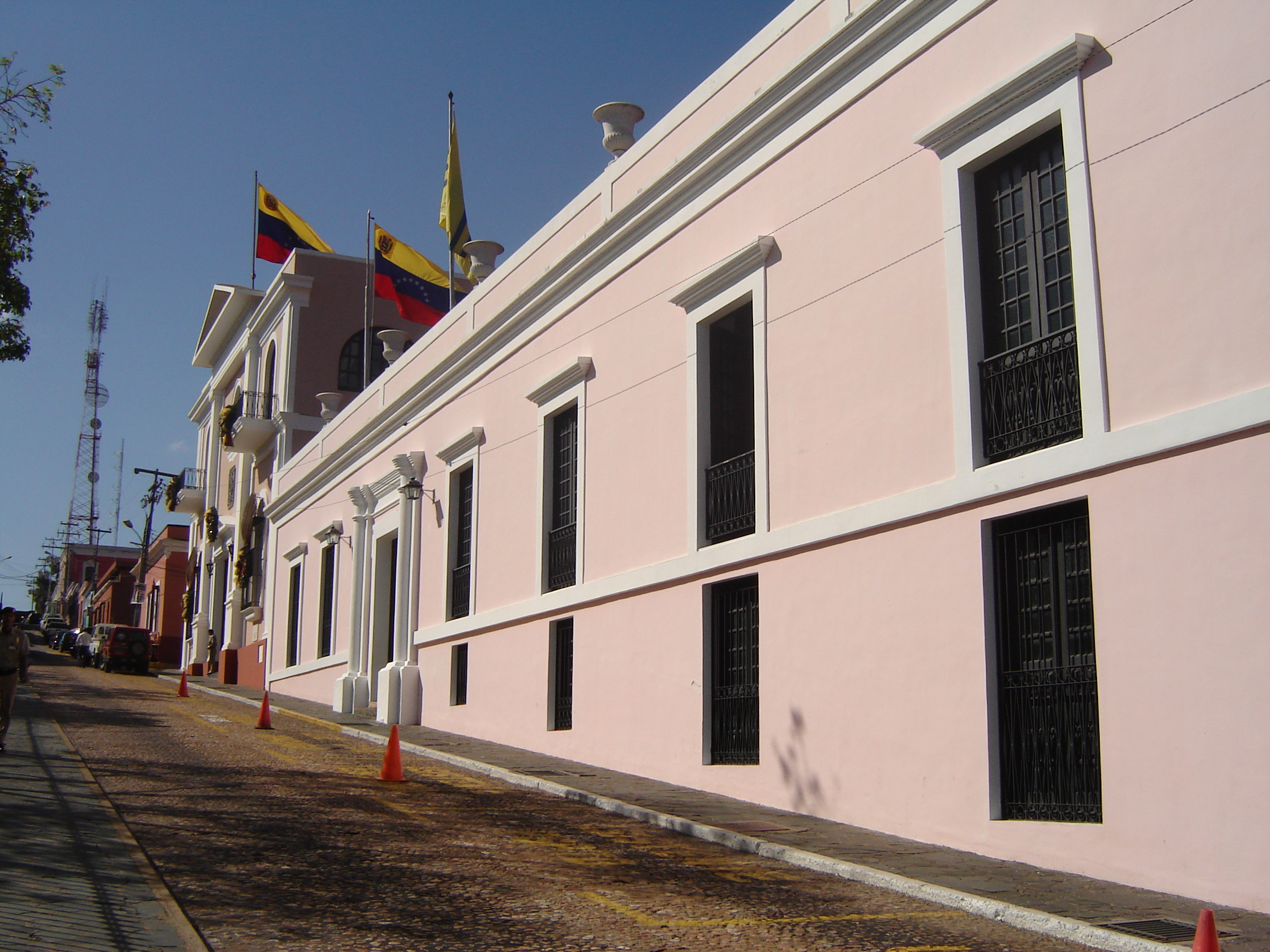
Maison du Congrès d'Angostura

Le Congrès d'Angostura a été organisé par Simón Bolívar et a eu lieu à Angostura (aujourd'hui Ciudad Bolívar) le 15 février 1819, pendant les guerres de l'indépendance de la Colombie et du Venezuela.
Vingt-six délégués étaient présents. Ils représentaient le Venezuela et la Nouvelle-Grenade (aujourd'hui la Colombie). La plus grande partie du pays était encore sous domination espagnole. 